# Breitscheidplatz
Breitscheidplatz er en plads beliggende mellem Kurfürstendamm og Budapester Straße i Charlottenburg i bydelen Charlottenburg-Wilmersdorf i det vestlige Berlin, Tyskland. På pladsens østlige side ligger Europa-Center, og i vest den kendte kirkeruin Kaiser-Wilhelm-Gedächtniskirche, rejst til minde om Wilhelm 1. af Tyskland.
Frem til 1889 var pladsen uden navn, men fik da navnet Gutenbergplatz. Det beholdt den kun til 1892, hvor den kom til at hedde Auguste-Viktoria-Platz til ære for kejserinden. Efter anden verdenskrig ændredes navnet igen; 31. juli 1947 blev pladsen opkaldt efter den af nazisterne forfulgte politiker og socialøkonom Rudolf Breitscheid (f. 1874 - d. 1944 i Buchenwald koncentrationslejr).
Allerede før første verdenskrig havde pladsen udviklet sig til et vigtigt kulturelt og kommercielt område, og var efter krigen et vigtigt mødested for intellektuelle og kunstnere, der særligt mødtes på Romanisches Kafé. Under anden verdenskrig blev pladsen voldsomt beskadiget, ligesom Kaiser-Wilhelm-Gedächtniskirche blev lagt i ruiner. U-Bahn-linjen U2 blev anlagt under pladsen. Pladsen ligger kun et stenkast fra Bahnhof Zoologischer Garten, der var den vigtigste banegård i det tidligere Vestberlin, ligesom Breitscheidplatz var den mest centrale plads i Vestberlin.
Breitscheidplatz fik stor symbolsk værdi under det delte Tyskland, hvor den provisoriske hovedstad var Bonn. Gedächtniskirche blev bevaret som ruin og blev dermed en stærk påmindelse om krigens rædsler. I 1965 fik den sit moderne nybyggeri, og fungerer i dag fortsat som vigtigt mindesmærke. I 1950'erne opførtes Bikini Haus-komplekset, og i 1965 kom Europa-Center til – dengang et af de mest moderne butikscentre i Europa. Begge dele var vigtige i symbolmarkeringen af vestens frihed og succes. Efter Berlinmurens fald mistede pladsen sin symbolske værdi, og fremstår i dag noget umoderne, men Gedächtniskirche er fortsat et stort trækplaster for byens mange turister. Der er i de senere år lagt en række planer for udvikling og renovering af pladsen.